# シン・セージ
Sinn Sage（シン・セージ、1983年10月4日 - ）は、アメリカ合衆国のポルノ女優。カリフォルニア州出身。